# هوتتا ماساموری
هوتّا ماساموری (به ژاپنی: 堀田 正盛 Hotta Masamori); ۱۶ ژانویهٔ ۱۶۰۹ – ۸ ژوئن ۱۶۵۱) سامورایی، دایمیو در دوره ادو در اوایل شوگون‌سالاری توکوگاوا اهل ژاپن بود.